# Jo Ramírez
Jo Ramírez, vero nome Joaquín Ramírez Fernández (Città del Messico, 20 agosto 1941), è un dirigente sportivo messicano.
La sua fama è legata al ruolo di coordinatore della McLaren di Formula 1 dal 1984 al 2001.

## Biografia
Il terzo di otto figli, Ramírez è nato a Città del Messico e ha studiato ingegneria meccanica presso l'Università Nazionale Autonoma del Messico (UNAM). In disaccordo con la famiglia nel 1960 si allontana da casa per seguire il suo amico Ricardo Rodríguez in Europa. Ramírez ha lavorato come apprendista meccanico per la Scuderia Ferrari per due anni. Quando Rodríguez muore in un incidente di corsa nel GP del Messico nel 1962, Ramírez trova lavoro alla Maserati, poi passa alla Lamborghini come meccanico della loro nuova linea di vetture stradali ad alte prestazioni. Nel 1964 si trasferisce in Inghilterra, dove lavora per la Ford GT40, prima di entrare nel team All American Racers di Dan Gurney nel 1966.
Nel 1970 lavora nella John Wyer Automotive dove ricopre il ruolo di capo meccanico della Porsche 917 di Jo Siffert. Durante gli anni sessanta e settanta Ramírez ha lavorato per diverse squadre, tra cui la Eagle di Dan Gurney e la Tyrrell, dove il fondatore Ken Tyrrell gli consiglia di tenere un diario aggiornato del suo lavoro, e per Wilson ed Emerson Fittipaldi nella loro squadra: la Copersucar.
Nel dicembre 1983, Ramírez si trasferisce in McLaren, come coordinatore e manager del team, diventando amico di molti piloti, tra cui Alain Prost, Ayrton Senna, David Coulthard e Mika Häkkinen. Invece Jackie Stewart e François Cevert li conobbe prima, all'inizio degli anni settanta.
Nel 2001, dopo più di 40 anni di onorata carriera, Ramirez si congeda dal mondo della Formula Uno. Come regalo di addio David Coulthard e Mika Häkkinen gli hanno regalato una motocicletta, una Harley-Davidson "Road King". Nel 2005 ha scritto un libro che ripercorre tutta la sua carriera sportiva: Jo Ramirez - Memoirs of a Racing Man. Ramírez ha anche scritto la prefazione di alcuni libri come: I Fratelli Rodríguez (2007) e La Carrera Panamericana: "corsa più bella del mondo" (2008). Durante le stagioni di F1 Ramírez ha una rubrica sul quotidiano messicano Reforma.
Dopo il suo ritiro dalla F1, Ramírez ha partecipato alla Carrera Panamericana, compreso il quarto posto nella categoria A + storico nel 2010 con una Volvo. Nell'edizione 2012 Ramírez e il suo co-pilota Alberto "Beto" Cruz hanno ottenuto un podio con un terzo posto nella categoria A + Historic 2.000 cc. Ramírez ha guidato la sua Volvo P-1800 della Scuderia Telmex e ha concluso al 50º posto generale con il tempo di 5h.55m.3.1s.

## Vita privata
Ramírez è stato un grande sostegno e ispirazione per talenti messicani come Adrián Fernández, Salvador Durán, Sergio Pérez e Esteban Gutiérrez.
Ramírez parla fluentemente in spagnolo, inglese, italiano e portoghese.

## Statistiche
- 479 Gran Premi in cui ha partecipato
- 116 vittorie
- 10 mondiali piloti: 1973, 1984, 1985, 1986, 1988, 1989, 1990, 1991, 1998, 1999.
- 5 piloti campioni del mondo: Jackie Stewart, Niki Lauda, Alain Prost, Ayrton Senna e Mika Häkkinen.
- 7 mondiali costruttori: 1984, 1985, 1988, 1989, 1990, 1991, 1998
- 8 squadre di Formula 1 con cui ha lavorato: Ferrari, AAR, Tyrrell, Fittipaldi, Shadow, ATS, Theodore e McLaren.